# Sertão da Ressaca
Sertão da Ressaca é uma área no sudoeste da Bahia, entre o Rio Pardo e o Rio das Contas, onde se localiza a cidade de Vitória da Conquista.

## Histórico
A região era habitada originalmente pelos índios Pataxós, Mongoiós e Aimorés. Em meados do século XVIII, o Rei de Portugal, D. João V, encarregou o bandeirante João da Silva Guimarães de desbravar a região. Guimarães, ao lado de João Gonçalves da Costa, aliou-se aos mongoiós para derrotar os aimorés. 
Após a vitória, Gonçalves da Costa massacrou seus aliados na emboscada que ficou conhecida como o "banquete da morte". Os pataxós, assustados com a chegada dos sertanistas, fugiram da região para se refugiar no que é hoje o sul da Bahia.